# 德勒加努鄉
44°43′N 24°00′E / 44.717°N 24.000°E
德勒加努鄉（羅馬尼亞語：Comuna Drăganu, Argeș），是羅馬尼亞的鄉份，位於該國中南部，由阿爾傑什縣負責管轄，面積16平方公里，海拔高度361米，2007年人口1,843，人口密度每平方公里112人。